# Anarta pura
Anarta pura là một loài bướm đêm trong họ Noctuidae.